# Babelsberg Nord
Babelsberg Nord è un quartiere della città tedesca di Potsdam.